# Mirii anului II
Mirii anului II (titlul original: în franceză Les Mariés de l'An Deux/Les Mariés de l’an II) este un film de aventuri și de comedie, coproducție franco-italo-română, realizat în 1971 de regizorul Jean-Paul Rappeneau și cu actorii Jean-Paul Belmondo, Marlène Jobert, Laura Antonelli și Michel Auclair în rolurile principale.
Titlul filmului se referă la „soldații anului II”, o mobilizare populară majoră împotriva invaziilor străine.

## Distribuție
- Jean-Paul Belmondo – Nicolas Philibert / Bastillac
- Marlène Jobert – Charlotte Philibert, soția lui Nicolas
- Laura Antonelli – Pauline de Guérande, sora marchizului
- Michel Auclair – prințul, delegatul familiei regale
- Julien Guiomar – reprezentantul poporului, delegatul Convenției la Nantes
- Mario David – Requiem, vizitiul prințului
- Charles Denner – pasagerul cu idei republicane, discipol al lui Jean-Jacques Rousseau
- Georges Beller – Simon, membru al Gărzii Naționale din Paris, prietenul lui Nicolas
- Paul Crauchet – acuzatorul public
- Marc Dudicourt – deputatul arestat
- Patrick Préjean – Saint-Aubin, nobil regalist, curtezanul Paulinei
- Sim – Lucas, contabilul surd al lui Gosselin
- Pierre Brasseur – Gosselin, tatăl Charlottei, negustor de vinuri
- Sami Frey – marchizul Henri de Guérande, comandantul unei unități de șuani, curtezanul Charlottei (menționat Sami Frei)
- Jean Barney – oratorul republican
- Maurice Barrier – cetățeanul cu cocardă
- François Cadet – candidatul la divorț
- Ermanno Casanova – un hangiu
- Patrick Dewaere – un voluntar revoluționar
- Vernon Dobtcheff – pastorul american Toby
- Luc Florian
- Monique Garnier – țiganca ghicitoare
- Billy Kearns – armatorul american Arthur Davidson, tatăl Margaretei, „regele” comerțului cu cereale
- Martin Lartigue – un voluntar revoluționar
- René Morard – un hangiu
- Denise Péron – bârfitoarea
- Jean Turlier
- Jean-Marie Verselle
- Henri Guybet – un sanculot, prieten al lui Simon (nemenționat)
- Jacques Legras – funcționarul de la Biroul de Divorțuri (nemenționat)
- Julieta Szönyi – Margaret Davidson, fiica armatorului, mireasa lui Nicolas (nemenționată)[1]
- Jean-Pierre Marielle – naratorul din prolog și epilog (nemenționat)
- Matei Alexandru – preotul regalist (nemenționat)[1]
- Șerban Cantacuzino – regalist (nemenționat)[1]
- Constantin Băltărețu – căpitanul navei „Flying Fish” (nemenționat)[1]
- Marius Pepino (nemenționat)[1]
- Simion Negrilă (nemenționat)[1]
- Sabin Făgărășanu (nemenționat)[1]
- Alexandru Lungu (nemenționat)[1]
- George Mihăiță – soldat voluntar (nemenționat)[1]
- Geo Costiniu (nemenționat)[1]
- Vasile Boghiță – Wissembourg, însoțitorul prințului de la frontiera franco-germană (nemenționat)
- Herve Jolly – un regalist (nemenționat)[2]
- Claude Carliez – un agitator (nemenționat)[2]

## Premii și nominalizări
- 1971 Nominalizare la premiul Palme d'Or la Festivalul de Film de la Cannes